# Madagascar nos Jogos Olímpicos de Verão de 2020
Madagascar deverá competir nos Jogos Olímpicos de Verão de 2020 em Tóquio. Originalmente programados para ocorrerem de 24 de julho a 9 de agosto de 2020, os Jogos foram adiados para 23 de julho a 8 de agosto de 2021, por causa da pandemia COVID-19. Será a 13ª participação da nação nos Jogos Olímpicos de Verão desde sua estreia em 1964. A nação não participou das edições de 1976 e 1988, devido aos boicotes africano e norte-coreano, respectivamente.

## Competidores
Abaixo está a lista do número de competidores nos Jogos.
| Esporte        | Masculino | Feminino | Total |
| -------------- | --------- | -------- | ----- |
| Atletismo      | 1         | 0        | 1     |
| Halterofilismo | 2         | 0        | 2     |
| Judô           | 0         | 1        | 1     |
| Natação        | 1         | 1        | 2     |
| Total          | 4         | 2        | 6     |

## Atletismo
Madagascar recebeu vaga de universalidade da World Athletics para enviar um atleta às Olimpíadas.
- Nota– As posições para os eventos de pista são em relação à bateria do atleta
- Q = Qualificado para a próxima fase
- q = Qualificado para a próxima fase como o perdedor mais rápido ou, em eventos de campo, pela posição sem atingir o alvo para qualificação
- NR = Recorde nacional
- N/A = Fase não aplicável para o evento
- Bye = Atleta não precisou disputar aquela fase

Eventos de pista e estrada
| Atleta             | Evento          | Eliminatória | Eliminatória | Semifinal | Semifinal | Final     | Final   |
| Atleta             | Evento          | Resultado    | Posição      | Resultado | Posição   | Resultado | Posição |
| ------------------ | --------------- | ------------ | ------------ | --------- | --------- | --------- | ------- |
| Todisoa Rabearison | 400 m masculino |              |              |           |           |           |         |

## Halterofilismo
Madagascar inscreveu dois halterofilistas para a competição olímpica. Os irmãos Eric (61 kg masculino) e Tojonirina Andriantsitohaina (67 kg masculino) lideraram a lista de halterofilistas da África em suas respectivas categorias de peso do Ranking Absoluto Continental da IWF.
| Atleta                       | Evento           | Arranque  | Arranque | Arremesso | Arremesso | Total | Posição |
| Atleta                       | Evento           | Resultado | Posição  | Resultado | Posição   | Total | Posição |
| ---------------------------- | ---------------- | --------- | -------- | --------- | --------- | ----- | ------- |
| Éric Andriantsitohaina       | −61 kg masculino |           |          |           |           |       |         |
| Tojonirina Andriantsitohaina | −67 kg masculino |           |          |           |           |       |         |

## Judô
Madagascar inscreveu uma judoca para as Olimpíadas com base no Ranking Olímpico individual da International Judo Federation.
| Atleta                 | Evento          | Fase de 32           | Oitavas-de-final     | Quartas-de-final     | Semifinais           | Repescagem           | Final / BM           | Final / BM |
| Atleta                 | Evento          | Adversária Resultado | Adversária Resultado | Adversária Resultado | Adversária Resultado | Adversária Resultado | Adversária Resultado | Posição    |
| ---------------------- | --------------- | -------------------- | -------------------- | -------------------- | -------------------- | -------------------- | -------------------- | ---------- |
| Damiella Nomenjanahary | −63 kg feminino |                      |                      |                      |                      |                      |                      |            |

## Natação
Madagascar recebeu vagas de universalidade da FINA para enviar os nadadores de melhor ranking (um por gênero) para seus respectivos eventos individuais nas Olimpíadas, baseado no Ranking de Pontos da FINA de 28 de junho de 2021.
| Atleta                  | Evento                 | Eliminatória | Eliminatória | Semifinal | Semifinal | Final | Final   |
| Atleta                  | Evento                 | Tempo        | Posição      | Tempo     | Posição   | Tempo | Posição |
| ----------------------- | ---------------------- | ------------ | ------------ | --------- | --------- | ----- | ------- |
| Heriniavo Rasolonjatovo | 100 m costas masculino |              |              |           |           |       |         |
| Tiana Rabarijaona       | 400 m livre feminino   |              |              |           |           |       |         |